# Open-Source-Marketing
Open Source Marketing ist Marketing für Open Source Anwendungen. Normalerweise wird Marketing betrieben, um ein kommerzielles Produkt am Markt zu platzieren und so den kommerziellen Verkauf zu erhöhen. Bei Open Source Marketing versuchen die Marketer ebenfalls, das Produkt am Markt zu platzieren, doch ist die Motivation keine direkte monetäre, sondern wie bei der Erstellung der beworbenen Sache selbst Überzeugung und Förderung der Idee.
Das Fördern der Marktposition ist bei Open Source nicht primär nötig, da die Produktionsmotivation nicht marktbasiert, sondern bedarfsorientiert ist. So ist der Hauptgrund Open Source zu schaffen nicht in erster Linie Markterfolg, sondern meist ein eigenes Bedürfnis, auch das einer Gruppe, zu decken. Ist diese Bedürfnisdeckung erfolgt, also ist das Projekt nutzbar, ist eigentlich das primäre Ziel erreicht.
Open Source kann aber von weiteren Nutzern verwendet werden, was einen hohen Mehrwert schafft, und so mehr Teilnehmer in diese Projekte lockt, was dann zum kollaborativen Effekt und weiterer Dynamik führt. Die Überzeugung der Open Source Nutzer führt dann zu dem Gedanken, in dieses System mehr Mitarbeiter als reine Nutzer aufzunehmen, um so eine höhere Nachfrage und "Produktion" zu generieren.

## Maßnahmen
Prinzipiell werden dieselben Maßnahmen getroffen wie im "normalen" Marketing. Schon aus Finanzierungsschwierigkeiten kommt nicht primär kommerzielle Werbung zum Einsatz, sondern als allererstes Empfehlungsmarketing, da hier Open Source seine Hauptvorzüge wie primäre Kostenfreiheit und Produktidentifikation ausspielen kann. Aber auch Argumente wie meist höhere Sicherheit oder bessere und innovativere Erweiterungen spielen eine Rolle, um neue Nutzer zu gewinnen.
Auch klassische Werbung wie Merchandising oder sogar Zeitungsanzeigen werden vereinzelt eingesetzt.
Beispiele:
- Zur offiziellen Freigabe der Version 1.0 des Mozilla Firefox schaltete die US-Initiative Spread Firefox eine doppelseitige Anzeige in der New York Times, die über Spenden finanziert wurde.